# Göteborgs stads yrkesskolor
Göteborgs stads yrkesskolor initierades 1916 genom att Göteborgs stadsfullmäktige beslöt att inrätta kompletterande lärlingsskolor, vilka startade sin verksamhet i januari 1919. Inledningsvis var dessa skolor organiserade under folkskolestyrelsen. Efter att yrkesskolestadgan av 1918 trätt i kraft och skolöverstyrelsen fastställt reglemente för skolorna 1920, ändrades namnet på skolorna till lärlings- och yrkesskolorna. De var från vårterminen 1920 ställda under en särskild styrelse, tillsatta av stadsfullmäktige. Verkstadsskolor tillkom med start den 1 november 1922, och kungliga skolöverstyrelsen fastställde ett nytt reglemente, varpå namnet ändrades till Göteborgs stads anstalter för yrkesundervisning. 
Ännu ett nytt reglemente fastställdes i oktober 1932 och namnet blev denna gång Göteborgs stads skolor för yrkesundervisning. Styrelsen fick som uppgift att ansvara för den kommunala yrkesundervisningen och ärenden som hörde därtill. I december 1956 fastställde kungliga överstyrelsen för yrkesutbildning ett nytt reglemente för skolorna, då namnet även ändrades till Göteborgs stads yrkesskolor. Allmänna skolstyrelsen tog över som styrelse för yrkesskolorna den 1 januari 1960. 
Kalenderåren 1920, 1921 och 1922 utgjorde antalet lärare 10, 12 respektive 14, och antalet elever (vid höstterminens slut) 54, 68 respektive 87. Kostnaderna uppgick samma år till 26 457, 27 869 respektive 35 673 kronor, och statsbidragen utgjorde 7 625, 12 689 respektive 11 000 kronor. År 1930 hade antalet lärare stigit till 26, elever till cirka 800 (vid höstterminens slut), kostnaderna till 140 700 och statsbidraget till 50 700 kronor. År 1948 hade skolan 37 olika yrkesutbildningar, med 3 702 elever och 118 lärare. Antalet elever i heltidskurser uppgick under läsåret 1963-1964 till 2 481 och i deltidskurser till 7 022. 
Under år 1941 flyttade yrkesskolorna in i den byggnad, som uppförts vid Första Långgatan 1-7 i 30:e kvarteret Snipan. Ytterligare en nybyggnad för skolorna vid Första Långgatan kunde 1953 tas i bruk. Samma år förvärvades dessutom en nybyggd industrifastighet vid Ebbe Lieberathsgatan. Barken Viking nyttjades som sjömansskola från 1957. Industrifastigheten Lasarettsgatan 4-6 förvärvades 1959 för att användas som yrkesskola, men först efter ombyggnad. Därutöver hyrde man in sig i ett antal lokaler, spridda över staden. 

## Första Långgatan

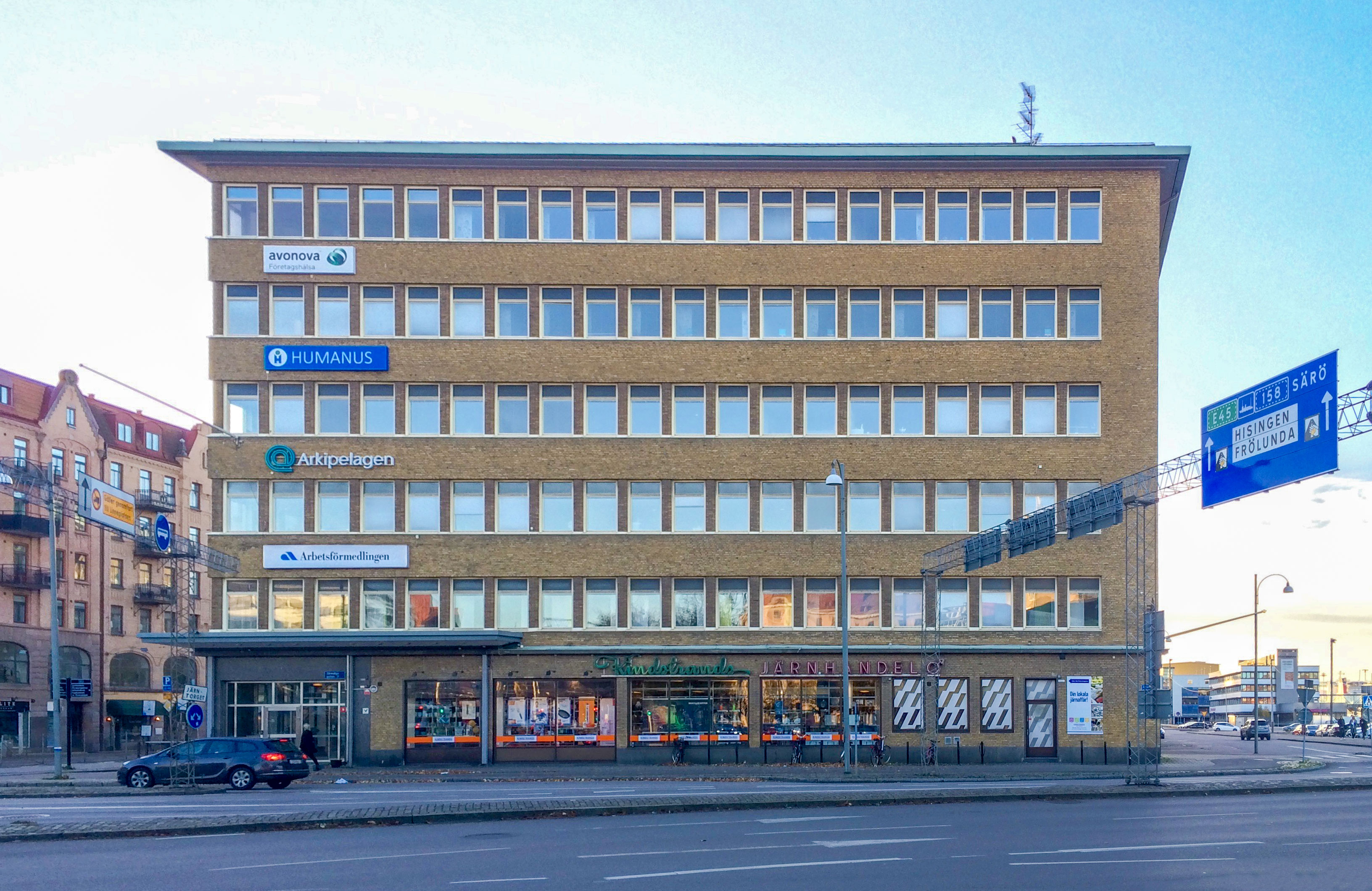
Fasad mot Järnvågsgatan

Yrkesskolornas första hus vid Första Långgatan stod klart i februari 1941. Arbetet hade påbörjats under hösten 1939, och bestod av två lamellhus i gult tegel i sex våningar. Väster därom uppfördes en verkstadsbyggnad i ett plan, med avdelningar för smeder, elektriker, målare, plåtslagare och bilmekaniker med flera.
Entrén till husen vid Första Långgatan fick en utsmyckning av arkitekt Gotthard Ålander. Vestibulen kläddes med groppstorpsmarmor. Fönstren i entrén glasblästrades efter kartonger av konstnären Arvid Jorm, föreställande skeppsbyggeri under olika epoker. Ett fönster visar skeppsbyggeri under vikingatiden, illustrerat av en båtplats där man bland de på land uppdragna båtarna håller på med att bygga ett vikingaskepp. Nästa fönster visar på ett 1700-talsskepp under byggnation, och det tredje fönstret illustrerar ett nutida skeppsvarv med ett fartygsskrov på stapelbädden.